# Platycephala rugosa
Platycephala rugosa är en tvåvingeart som först beskrevs av Nartshuk 1964.  Platycephala rugosa ingår i släktet Platycephala och familjen fritflugor. Inga underarter finns listade i Catalogue of Life.